# ATC-kod A04: Antiemetika
ATC-kod A04: Antiemetika är en del av klassificeringssystemet ATC (Anatomical Therapeutic Chemical Classification System) för läkemedel och vissa andra medicinska produkter. ATC utvecklas av WHO och består av alfanumeriska koder indelade i grupper utifrån anatomi, medicinsk funktion och läkemedelstyp på 5 olika kodnivåer. Denna sida utgör innehållet i en specifik grupp på nivå 2.

## A04A Antiemetika

### A04AA Serotonin (5HT3) receptorantagonister
A04AA01 Ondansetron
A04AA02 Granisetron
A04AA03 Tropisetron
A04AA04 Dolasteron
A04AA05 Palonosetron

### A04AD Övriga antiemetika
A04AD01 Skopolamin
A04AD02 Ceriumoxalat
A04AD04 Klorbutanol
A04AD05 Metopimazin
A04AD10 Dronabinol
A04AD11 Nabilon
A04AD12 Aprepitant
A04AD51 Skopolamin, kombinationer
A04AD54 Klorbutanol, kombinationer

### Engelska
- WHO Collaborating Centre for Drug Statistics Methodology - ATC Index
- WHO Collaborating Centre for Drug Statistics Methodology - ATCvet Index

### Svenska
- SIL online
- FASS.se - ATC
- FASS.se - Veterinär-ATC
- Sök läkemedelsfakta - Läkemedelsverket
- Socialstyrelsen : Klassifikationer
- Nationellt produktregister för läkemedel - NPL